# Detroit Pistons 2014-2015
La stagione 2014-15 dei Detroit Pistons fu la 66ª nella NBA per la franchigia.
I Detroit Pistons arrivarono quinti nella Central Division della Eastern Conference con un record di 30-52, non qualificandosi per i play-off.

## Scelta draft
| Giro | Chiamata | Giocatore         | Ruolo | Nazionalità | College/Club       |
| ---- | -------- | ----------------- | ----- | ----------- | ------------------ |
| 2    | 38       | Spencer Dinwiddie | G     | Stati Uniti | Colorado Buffaloes |

### Roster
| N° | Naz.                   | Ruolo | Sportivo                 | Anno | Alt. | Peso \|\| |
| -- | ---------------------- | ----- | ------------------------ | ---- | ---- | --------- |
| 0  | Stati Uniti (bandiera) | C     | Andre Drummond           | 1993 | 213  | 127       |
| 1  | Stati Uniti (bandiera) | G     | Reggie Jackson           | 1990 | 191  | 94        |
| 3  | Stati Uniti (bandiera) | A     | Shawne Williams          | 1986 | 206  | 102       |
| 5  | Stati Uniti (bandiera) | G     | Kentavious Caldwell-Pope | 1993 | 196  | 93        |
| 6  | Stati Uniti (bandiera) | A     | Josh Smith               | 1985 | 206  | 102       |
| 7  | Stati Uniti (bandiera) | G     | Brandon Jennings         | 1989 | 185  | 77        |
| 8  | Stati Uniti (bandiera) | G     | Spencer Dinwiddie        | 1993 | 198  | 91        |
| 9  | Stati Uniti (bandiera) | G     | John Lucas               | 1982 | 180  | 75        |
| 10 | Stati Uniti (bandiera) | AC    | Greg Monroe              | 1990 | 211  | 113       |
| 13 | Italia (bandiera)      | A     | Luigi Datome             | 1987 | 203  | 98        |
| 14 | Stati Uniti (bandiera) | G     | D.J. Augustin            | 1987 | 183  | 83        |
| 20 | Stati Uniti (bandiera) | G     | Jodie Meeks              | 1987 | 193  | 94        |
| 20 | Stati Uniti (bandiera) | A     | Quincy Miller            | 1992 | 206  | 95        |
| 22 | Stati Uniti (bandiera) | A     | Tayshaun Prince          | 1980 | 206  | 98        |
| 25 | Stati Uniti (bandiera) | A     | Kyle Singler             | 1988 | 203  | 104       |
| 31 | Stati Uniti (bandiera) | A     | Caron Butler             | 1980 | 200  | 100       |
| 33 | Svezia (bandiera)      | A     | Jonas Jerebko            | 1987 | 208  | 105       |
| 35 | Stati Uniti (bandiera) | A     | Cartier Martin           | 1984 | 201  | 100       |
| 43 | Stati Uniti (bandiera) | A     | Anthony Tolliver         | 1985 | 203  | 109       |
| 50 | Canada (bandiera)      | C     | Joel Anthony             | 1982 | 206  | 111       |

### Staff tecnico
- Allenatore: Stan Van Gundy
- Vice-allenatori: Malik Allen, Bob Beyer, Tim Hardaway, Charles Klask, Brendan Malone
- Preparatore atletico: Jon Ishop
- Preparatore fisico: Anthony Harvey